# La scuola dei mariti
La scuola dei mariti (L'École des maris) è una commedia in tre atti di Molière, messa in scena la prima volta il 24 giugno 1661 al Théâtre du Palais-Royal di Parigi.

## Trama
Due fratelli, Arista e Sganarello, si trovano coinvolti in un vortice di amori segreti, malintesi e inganni. Tra comicità e malinconia, la commedia esplora fedeltà, gelosia e illusioni, intrecciando risate e riflessioni spietate sulla condizione della donna, sull’amore e il destino.
In un intreccio di risate e malintesi, due fratelli, Arista e Sganarello, si trovano a fare da tutori a due giovani sorelle, Isabel e Leonora. Arista è un tutore permissivo, lascia che Isabel si diverta senza troppe regole… finché nella sua vita appare un amante segreto, dando inizio a una serie di situazioni imprevedibili e comiche.
Sganarello, protagonista già noto per le sue vicende sfortunate in amore, si ritrova qui in un gioco ironico e crudele: con ingenuità, diventa il messaggero dell’amore tra Isabel e il suo rivale, senza rendersi conto che, così facendo, si procura da solo le “corna” che tanto teme. La commedia gioca sul tema della fedeltà e dell’inganno, rivelando con umorismo l’eterna lotta tra amore e gelosia, ragione e illusione, in una storia che unisce la comicità alla malinconia del destino.